# Abodriten (Donau)
Die Abodriten (lateinisch Abodriti) oder Praedenecenti waren ein südslawischer Stamm an der mittleren Donau im 9. Jahrhundert.

## Gebiet
Das Siedlungsgebiet lag in Dakien an der Donau an der Grenze zum Donaubulgarischen Reich (conterminis Bulgaris Daciam Danubio).
Der Name Abodriti könnte mit dem Fluss Bodrog in Ungarn sprachlich verwandt sein.

## Geschichte
818 erschienen Vertreter der Abodriti bei Kaiser Ludwig dem Frommen in Herstal.
822 erschienen Vertretern der Praedenecenti bei Ludwig auf dem Reichstag zu Frankfurt. Zwei Jahre später erschienen wieder Abgesandte der Praedenecenti bei Ludwig in Aachen mit der Bitte um militärische Unterstützung gegen die Bulgaren.
Weitere Erwähnungen des Stammes gibt es nicht.
Möglicherweise wurden sie 827 oder 829 dem Donaubulgarischen Reich eingegliedert.
Der Bayerische Geograph erwähnte um 850 einen Stamm der Osterabtrezi mit 100 Burgen. Wahrscheinlich waren die Donau-Abodriten gemeint.